# هيلين دوغلاس إيرفاين
هيلين دوغلاس إيرفاين (بالإنجليزية: Helen Douglas Irvine)‏ (29 فبراير 1880 - 1947)؛ روائية بريطانية.